# Poecilmitis endymion
Poecilmitis endymion är en fjärilsart som beskrevs av Terence Dale Pennington 1962. Poecilmitis endymion ingår i släktet Poecilmitis och familjen juvelvingar. IUCN kategoriserar arten globalt som sårbar. Inga underarter finns listade i Catalogue of Life.